# Thomas Müller
Thomas Müller (Weilheim in Oberbayern, 13. rujna 1989.), njemački je nogometaš koji igra na pozicijama napadačkog veznog i napadača. Trenutačno igra za Vancouver Whitecaps.

## Karijera
Müller je u Bayern München otišao 2000., sa samo 10 godina, a razvio se u Bayernovoj školi nogometa. Za rezervnu momčad Bayerna, Müller je debitirao u ožujku 2008. godine, protiv SpVgg Unterhachinga. U debiju je postigao pogodak, a odigrao je još dvije utakmice u 2007./08. sezoni, prije ozljede.
Sljedeće sezone, Bayernove rezerve su se kvalificirale za tada novoosnovanu 3. Ligu, a Müller je postao jedan od ključnih igrača - nastupio je u 32 od 38 utakmica, a postigao je 15 pogodaka i postao peti strijelac sezone. Zaigrao je i za seniorsku momčad, u prijateljskim prijesezonskim utakmicama, a prvi Bundesligaški nastup imao je 15. kolovoza 2008. protiv Hamburga. Imao je još tri nastupa u Bundesligi te sezone; a uz to, debitirao je i u Ligi prvaka 10. ožujka 2009., ušavši u 72. minuti umjesto Schweinsteigera, u 7:1 pobjedi protiv Sporting CP. Postigao je posljednji pogodak za Bayern na toj utakmici.
Müller je početkom Bundeslige 2009./10. često igrao za prvu momčad, dok je u kolovozu 2009. pozvan u njemačku U-21 reprezentaciju, debitirajući u 3:1 pobjedi protiv Turske.
12. rujna 2009., Müller je ušao s klupe u utakmici Bayerna protiv dortmundske Borussije i postigao dva pogotka u 5:1 pobjedi. Tri dana kasnije, Müller je postigao novi pogodak u Ligi prvaka, protiv Maccabija iz Haife.
S Elfom je 2014. godine postao svjetski prvak osvojivši Svjetsko prvenstvo koje se održavalo u Brazilu.
Njemački nogometni izbornik objavio je u svibnju 2016. popis za nastup na Europsko prvenstvo u Francuskoj, na kojem se nalazi Müller.

## Vanjske poveznice
- Profil  Arhivirana inačica izvorne stranice od 15. ožujka 2010. (Wayback Machine) na Transfermarkt.de (njem.)
- Statistika na Fussballdaten.de (njem.)